# Ley sobre la Bandera y el Himno Nacional
La Ley sobre la Bandera y el Himno Nacional (国旗及び国歌に関する法律 Kokki Oyobi Kokka ni Kansuru Hōritsu?) (abreviado como 国旗国歌法). Es una ley que estableció formalmente la bandera y el himno nacional de Japón. Antes de su ratificación el 13 de agosto de 1999, no había ninguna bandera o himno oficial de Japón. La bandera nisshōki (日章旗?), conocida comúnmente como el hinomaru (日の丸?), había representado a Japón de manera no oficial desde 1870; Kimi ga yo (君が代?) había sido utilizada como himno de facto de Japón desde 1880.
Después de la derrota de Japón en la Segunda Guerra Mundial, hubo sugerencias para legislar el hinomaru y Kimi ga yo como los símbolos oficiales de Japón. Sin embargo, una ley para establecer el hinomaru y Kimi ga yo como oficiales en 1974 no pudo ganar la mayoría en la Dieta, debido a la conexión de los símbolos con la historia militarista de Japón. Se sugirió que tanto el Hinomaru y el Kimi ga yo se hicieran oficiales después de que un director de la escuela se suicidase en Hiroshima por una disputa sobre el uso de la bandera y el himno en una ceremonia escolar.
Después de una votación en ambas cámaras de la Dieta, la ley fue aprobada el 9 de agosto de 1999. Promulgada el 13 de agosto de 1999, se consideró una de las leyes más polémicas aprobadas por la Dieta en la década de 1990. El debate en torno a la ley también puso de manifiesto una división en la dirigencia del opositor Partido Democrático de Japón (PDJ) y la unidad del Partido Liberal Democrático (PLD) y socios de la coalición.
La aprobación de la ley fue recibida con reacciones encontradas. Aunque algunos japoneses aclamaron la aprobación, otros estimaron que se trataba de un cambio hacia la restauración de los sentimientos nacionalistas y la cultura: fue después de todo, pasado el tiempo para el aniversario de la coronación del emperador Akihito. En los países en que el Japón había ocupado durante la Segunda Guerra Mundial, algunos consideraron que la aprobación de la ley, junto con los debates sobre las leyes relacionadas con asuntos militares y el Santuario Yasukuni, marcó un cambio en Japón hacia la derecha política. Los reglamentos y las órdenes emitidas por el gobierno a raíz de esta ley, especialmente los emitidos por la Junta de Educación de Tokio, también han sido impugnadas en los tribunales por algunos japoneses, debido a los conflictos con la Constitución japonesa.

## Texto de la ley
La Ley sobre la Bandera y el Himno Nacional estableció el Nisshōki como la bandera nacional y el Kimi ga yo como el himno nacional. Los detalles sobre cada símbolo se presentaron en los apéndices, incluyendo las especificaciones para la construcción de la bandera y la partitura de Kimi ga yo. La ley no estableció disposiciones sobre el uso o el tratamiento de uno u otro símbolo, lo que llevó a diferentes agencias y ministerios nacionales y prefecturas a crear sus propias reglamentaciones. Si las reglas sobre el uso de la bandera y el himno hubieran sido incluidas en la Ley, no habría ganado suficiente apoyo en la Dieta como para ser aprobada.

### Disposiciones relativas a la bandera

Un diagrama que ilustra la relación de la colocación y el tamaño de los elementos de la bandera.

Los detalles del dibujo y la construcción de la bandera se proporcionan en el primer apéndice. La relación global de la bandera es de dos unidades de longitud por tres unidades de ancho (2:3). El disco rojo se encuentra en el centro exacto de la bandera y su diámetro es de tres quintas partes de la longitud de la bandera. Sin embargo, la ley de 1999 permitió el uso continuo y la fabricación de banderas con las proporciones establecidas en la primera proclamación del ministro N º 57 de 1870, que estipulaba que la bandera tiene una relación de siete a diez (7:10), con el disco rojo descentrado por una centésima de la longitud de la bandera hacia el lado de la vaina. El fondo de la bandera es de color blanco y el disco es rojo, pero los tonos exactos no fueron definidos en la ley de 1999. Explicaciones adicionales por parte del gobierno se limitaron a afirmar que el color rojo es un tono profundo. Las especificaciones publicadas por el Ministerio de Defensa en 2008, definen los tonos de rojo para la bandera. Durante las deliberaciones en la Dieta sobre este proyecto de ley, se sugirió que use un color rojo brillante (赤色 (aka iro?)) o elegir entre la piscina de color de las Normas Industriales Japonesas.

### Disposiciones relativas al himno
La letra y la notación musical del himno se aportan en el segundo apéndice. El texto de la ley no atribuye a nadie en concreto la letra o la música, pero la notación atribuye a Hiromori Hayashi el arreglo musical. Sin embargo, la evidencia sugiere que Yoshiisa Oku y Hayashi Akimori (hijo de Hiromori) fueron los autores de la música; Hiromori Hayashi había puesto su nombre en ella al actuar como su supervisor y Músico Jefe de la Corte Imperial. La canción fue presentada finalmente como una melodía de estilo occidental por Franz Eckert y ha estado en uso desde 1880. Las letras en la partitura están en hiragana, y no hay ninguna mención de un tempo para el arreglo vocal. El himno se interpreta en Do mayor en compás de cuatro cuarto (4/4).

## HinomaruyKimi ga yoantes de 1999
El hinomaru fue ampliamente utilizado en banderas militares en el período Sengoku de los siglos XV y XVI. Durante la Restauración Meiji, el 27 de febrero de 1870 (27 de enero, tercer año de Meiji en el calendario japonés), la bandera fue oficialmente adoptada como el pabellón civil por la Proclamación No. 57. El hinomaru fue legalmente la bandera nacional desde 1870 a 1885, pero la ley japonesa no diseñó una bandera nacional desde 1885 hasta 1999 porque con la modernización del gabinete, todas las declaraciones del Consejo de Estados previo fueron abolidas. A pesar de esto, varias banderas militares de Japón están basadas en el diseño del hinomaru, incluyendo el disco solar de la Insignia Naval. El hinomaru fue usado como una plantilla para diseñar otras banderas japonesas, y su uso fue severamente restringido durante los primeros años de la ocupación de Japón después de la Segunda Guerra Mundial, aunque estas restricciones se relajaron posteriormente.
Kimi ga yo es uno de los himnos nacionales más cortos del mundo, con una longitud de 11 compases y 32 caracteres. Su letra está basada en un poema Waka escrito en el período Heian (794–1185) y canta a una melodía compuesta en el período Meiji (1868–1912). En 1869, John William Fenton, un líder de una banda militar irlandesa, notó que no había himno nacional en Japón, y sugirió a Ōyama Iwao, un oficial del Clan Satsuma, que fuera creado alguno. Ōyama estuvo de acuerdo, y seleccionó la letra.
La letra puede haber sido escogida por su similitud al himno nacional británico debido a la influencia de Fenton. Después de seleccionar la letra del himno, Ōyama pidió a Fenton crear la melodía. Esta fue la primera versión del Kimi ga yo, la cual fue descartada porque la melodía "carecía de solemnidad". En 1880, la Agencia de la Casa Imperial adoptó la actual melodía de Kimi ga yo y fue formalmente adoptado como el himno nacional por el gobierno en 1888. En 1893, Kimi ga yo fue incluido en las ceremonias de las escuelas públicas debido a los esfuerzos del entonces Ministro de Educación. Durante la ocupación americana de Japón, no había directivas del Comandante Supremo de las Fuerzas Aliadas para restringir el uso de Kimi ga yo por el gobierno japonés. Sin embargo, solo la partitura de Kimi ga yo fue tocada durante las ceremonias oficiales después de la guerra; la letra no fue cantada.

## Antecedentes de la legislación
La propuesta de ley fue motivada por el suicidio de un director de la escuela en Hiroshima, que no podía resolver una disputa entre su junta escolar y sus maestros sobre el uso del Hinomaru y el Kimi ga yo. El director de la Escuela Superior de Sera, Ishikawa Toshihiro, se suicidó la noche antes de la ceremonia de graduación de su escuela. La Prefectura de Hiroshima de la Junta Escolar ha exigido que todos los directores garanticen el uso de ambos símbolos en cada ceremonia de la escuela, pero los profesores de la Secundaria Sera se opusieron vehementemente a la práctica. Toshihiro se quitó la vida después de no poder ganar el apoyo de sus maestros sobre este tema.
El suicidio de Toshihiro, junto con las protestas de los maestros en la ceremonia de graduación de la Preparatoria de Sela, llevó al primer ministro Keizō Obuchi, del Partido Liberal Democrático (PLD) a redactar la legislación para que el Hinomaru y el Kimi ga yo fueran los símbolos oficiales de Japón. Él intentó que la legislación fuera introducida en el año 2000, pero su secretario en jefe del Gabinete, Hiromu Nonaka, lo quería en efecto en noviembre de 1999, el décimo aniversario de la coronación del emperador Akihito.
Esta no es la primera vez que la legislación fue propuesta para hacer oficiales los símbolos Hinomaru y Kimi ga yo. Después de la devolución de Okinawa a Japón en 1972 y la Crisis del petróleo de 1973, el entonces primer ministro Tanaka Kakuei insinuó en 1974 durante la aprobación de una ley, que legalizaría el uso de ambos símbolos, un movimiento hecho parcialmente para aumentar su popularidad entre los votantes conservadores. En el momento de su sugerencia, el Sindicato de Maestros de Japón se oponía a utilizar el himno, ya que "se consideraba una (bofetada) al deseo del emperador" y fue visto como una conexión con el militarismo de preguerra. Aunque la tasa de alfabetización en Japón era del 99 por ciento en el momento, muchos estudiantes ni siquiera sabían lo que era Kimi ga yo o cómo cantarlo. Además de instruir a las escuelas para enseñar y tocar Kimi ga yo, Kakuei quería que los alumnos levantaran la bandera y leyeran el Rescripto Imperial sobre la Educación, dictado por el Emperador Meiji en 1890, todas las mañanas. Kakuei no tuvo éxito en aprobar la legislación a través de la Dieta.

## Posturas de los partidos políticos

### A favor
Los principales partidos conservadores de Japón, el Partido Liberal Democrático y el Partido Liberal, fueron los principales partidarios del proyecto de ley de 1999. El secretario del PLD Yoshiro Mori mencionó en junio de ese año que el pueblo japonés había aceptado tanto el Hinomaru y el Kimi ga yo como símbolos nacionales. El presidente del Partido Liberal, Ichiro Ozawa, hizo eco del mismo sentimiento y creyó que la Dieta no podría concluir de manera diferente. El Nuevo Kōmeitō, conocido también como el Partido del Gobierno Limpio, o PGL, fue inicialmente cauteloso sobre el proyecto de ley. Aunque algunos de sus líderes coincidieron que ambos símbolos fueran aceptados por el pueblo, ellos creyeron que establecer la idea como una ley sería una violación de la Constitución Japonesa. El PGL finalmente apoyó el proyecto de ley a cambio de ser admitido dentro de la coalición del PLD.

### En contra
El Partido Socialdemócrata (PSDJ) y el Partido Comunista Japonés (PCJ) se opusieron al proyecto de ley debido a las connotaciones de ambos símbolos con la época de guerra, y porque el público no le fue otorgada la opción para resolver el asunto mediante un referéndum. El presidente del PCJ dijo que el partido preferiría nuevos símbolos que representaran un Japón democrático y pacífico. La oposición del PSDJ fue un cambio de su postura previa hacia los símbolos; el primer ministro Tomiichi Murayama del Partido Socialista de Japón (el nombre anterior del PSDJ) aceptó tanto el Hinomaru como el Kimi ga yo como los símbolos de Japón a cambio de apoyo por parte del PLD en la Dieta en 1994.

### El Partido Democrático de Japón
El entonces presidente del Partido Democrático de Japón (PDJ), Naoto Kan, dijo que su partido debe apoyar la ley porque ya reconocía ambos como símbolos de Japón. Entonces el Vicesecretario General Yukio Hatoyama creyó que la ley causaría mayores problemas para los oficiales de las escuelas y disturbios entre los grupos de izquierda que se oponían a la bandera y el himno. El PDJ ofreció una enmienda a la ley que designaba al Hinomaru como la bandera nacional, pero no le daba al Kimi ga yo un estatus especial; un himno alternativo tenía que ser encontrado. El 16 de julio, el PDJ decidió emitir su enmienda; si fuera rechazada, a los miembros del partido se les permitiría votar libremente. Otros grupos enviaron sus propios proyectos de ley en contra de la legislación del gobierno; fueron todas rechazadas antes del principal voto sobre la propuesta de ley.

## Opinión pública
En la semana antes de la votación en la Cámara de Consejeros, The Japan Times realizó una encuesta en Tokio, Osaka e Hiroshima. Aproximadamente nueve de cada diez encuestados preferían tener el Hinomaru como la bandera nacional, y seis de cada diez apoyó el Kimi ga yo como el himno nacional. En general, aproximadamente el 46% estaban a favor del proyecto de ley. Los encuestados pensaron en el Hinomaru como la bandera de Japón y que su historia debe ser enseñada. Algunos pensaban que el Kimi ga yo fue un himno inapropiado para el Japón moderno; uno de los participantes sugirió el uso de la canción "Sakura Sakura" en su lugar. Otra sugerencia fue la de mantener la melodía de Kimi ga yo pero sustituyendo la letra.
En marzo de 1999 una encuesta realizada por el Yomiuri Shimbun y otra por el Consejo de Investigación de Japón sobre Encuestas de Opinión Pública en julio de 1999, arrojaron resultados diferentes de la encuesta realizada por The Japan Times. En la primera, tomada tras el suicidio de Toshihiro, el 61% consideró que los símbolos de Japón debe ser el Hinomaru como la bandera y el Kimi ga yo como el himno; el 64% consideró que es deseable tener ambos símbolos utilizados en las ceremonias de la escuela, y un porcentaje consideró que los símbolos deben ser consagrados en la ley. La encuesta realizada por el Consejo de Investigación de Japón sobre Encuestas de Opinión Pública mostró resultados similares; el 68% consideró que tanto el Hinomaru y el Kimi ga yo eran los símbolos de Japón, y el 71% apoyó el proyecto de ley en la Dieta. Ambas encuestas tuvieron poco menos de 2.000 encuestados. Hubo un 15% más de apoyo hacia el Hinomaru que para Kimi ga yo; las letras de Kimi ga yo se asociaron directamente con el emperador Ambas encuestas también mostraron que las generaciones anteriores tenían un mayor apego a los símbolos, mientras que las generaciones más jóvenes mostraron sentimientos más negativos.

## Votos
La Cámara de Representantes aprobó el proyecto de ley el 22 de julio de 1999, con una votación de 403 a 86. La legislación fue enviada a la cámara de consejeros el 28 de julio y aprobado el 9 de agosto por un 166 a 71 de votos. Fue promulgada como ley el 13 de agosto.
| Votos de la Cámara de Representantes | Votos de la Cámara de Representantes | Votos de la Cámara de Representantes | Votos de la Cámara de Representantes | Votos de la Cámara de Representantes | Votos de la Cámara de Representantes |
| Partido                              | A favor                              | En contra                            | Abstenciones                         | No presentes                         | Total                                |
| ------------------------------------ | ------------------------------------ | ------------------------------------ | ------------------------------------ | ------------------------------------ | ------------------------------------ |
| Partido Democrático de Japón         | 45                                   | 46                                   | 0                                    | 1                                    | 92                                   |
| Partido Liberal Democrático de Japón | 260                                  | 0                                    | 0                                    | 0                                    | 260                                  |
| Komeito                              | 52                                   | 0                                    | 0                                    | 0                                    | 52                                   |
| Partido Liberal                      | 38                                   | 0                                    | 0                                    | 1                                    | 39                                   |
| Partido Comunista                    | 0                                    | 26                                   | 0                                    | 0                                    | 26                                   |
| Partido Socialista                   | 0                                    | 14                                   | 0                                    | 0                                    | 14                                   |
| Independientes                       | 8                                    | 0                                    | 0                                    | 8                                    | 16                                   |
| Total                                | 403                                  | 86                                   | 0                                    | 10                                   | 499                                  |

| Votos de la Cámara de Concejales     | Votos de la Cámara de Concejales | Votos de la Cámara de Concejales | Votos de la Cámara de Concejales | Votos de la Cámara de Concejales | Votos de la Cámara de Concejales |
| Partido                              | A favor                          | En contra                        | Abstenciones                     | No presentes                     | Total                            |
| ------------------------------------ | -------------------------------- | -------------------------------- | -------------------------------- | -------------------------------- | -------------------------------- |
| Partido Democrático de Japón         | 20                               | 31                               | 5                                | 0                                | 56                               |
| Partido Liberal Democrático de Japón | 101                              | 0                                | 0                                | 0                                | 101                              |
| Komeito                              | 24                               | 0                                | 0                                | 0                                | 24                               |
| Partido Liberal                      | 12                               | 0                                | 0                                | 0                                | 12                               |
| Partido Comunista                    | 0                                | 23                               | 0                                | 0                                | 23                               |
| Partido Socialista                   | 0                                | 13                               | 0                                | 0                                | 13                               |
| Independientes                       | 9                                | 4                                | 0                                | 9                                | 22                               |
| Total                                | 166                              | 71                               | 5                                | 9                                | 251                              |

## Reacciones

### Nacional
El primer ministro Obuchi se mostró entusiasmado por la aprobación de la ley, ya que estableció una "base clara en la ley escrita" para el uso de los símbolos. Él sentía que esto era un paso importante para que Japón "se mueva en el siglo 21". El emperador Akihito no quiso hacer comentarios sobre la ley cuando se le preguntó en una conferencia de prensa en su cumpleaños (23 de diciembre), principalmente debido a la prohibición constitucional para el emperador de hablar sobre asuntos políticos. Sin embargo, el emperador Akihito expresó su descontento al miembro del Consejo de Educación de Tokio Kunio Yonenaga en 2004 al mencionar que obligar a los profesores y estudiantes para honrar a la bandera y el himno no era "deseable". El jefe de la Federación de Docentes elogió la legislación, al creer que les ayudaría a inculcar a las personas con un sentido de respeto a los símbolos de su país, reduciendo así los incidentes internacionales, como los abucheos de los himnos de otros países por parte de los japoneses. La legislación también fue condenada por algunos japoneses que eran desdeñosos de las acciones de su país en la Segunda Guerra Mundial. Ellos sentían que a menos que su gobierno emitiera una disculpa formal, expresado con "arrepentimiento verdadero" por aquellos incidentes, no verían ninguna razón para estar orgullosos de la bandera y el himno. Ozawa[¿quién?] vio la aprobación de esta ley y unas cuantas más en 1999, como heraldos de una "revolución sin sangre" hacia un nuevo futuro, una revolución que cambiaría la identidad nacional de Japón y establecería cambios a la Constitución.
Dentro de la educación, un importante campo de batalla donde se libró la utilización de los símbolos, las reacciones también fueron mixtas. La guía de plan de estudios de referencia de 1999, emitida por el ministro de Educación después de la aprobación de la ley, decreta que "en la entrada y las ceremonias de graduación, las escuelas deben levantar la bandera de Japón e instruir a los estudiantes a cantar el Kimi ga yo (himno nacional), dada la importancia de la bandera y la canción". Además, el comentario del ministro sobre la directriz del plan de estudios de 1999 para las notas de las escuelas primarias, que "dado el avance de la internacionalización, junto con el fomento del patriotismo y la conciencia de ser japonés, es importante para nutrir la mente de los escolares y su actitud hacia la bandera de Japón y el Kimi ga yo a medida que crecen para ser respetados ciudadanos japoneses en una sociedad internacionalizada".
En la prefectura de Hiroshima, donde se encuentra la preparatoria de Sera, la reacción fue en su mayoría negativa. Como una de las dos prefecturas afectadas directamente por la Segunda Guerra Mundial, la educación en Hiroshima se ha inclinado a la izquierda en lo que respecta a la información sobre los símbolos y el Emperador, debido al poder de los grupos indígenas, como la Liga de Liberación Buraku, y los sindicatos docentes. Allí, la aprobación de la ley fue vista como una "molestia", contraria a las prácticas educativas de la prefectura e improbable que sea capaz de resolver cuestiones relacionadas con la guerra.

### Internacional
Más allá de Japón, la aprobación de la ley fue recibida con reacciones encontradas. En la República Popular China y Corea del Sur, la adopción oficial en 1999 de Hinomaru y el Kimi ga yo, junto con los debates sobre el estatus del santuario de Yasukuni, la cooperación militar entre los Estados Unidos y Japón, y la creación de un misil de defensa, se reunió con la idea de que Japón se estaba moviendo hacia la derecha del espectro político. Ambas naciones habían sido ocupadas por el Imperio del Japón, y temían que el giro a la derecha reviviría la remilitarización de Japón.
Sin embargo, el portavoz del Ministerio chino de Asuntos Exteriores declaró que el proyecto de ley fue un problema para los japoneses para resolver por sí mismos para mover su país hacia un futuro de paz. En Singapur, las generaciones más viejas todavía albergaban malos sentimientos hacia los símbolos. El gobierno de Filipinas creyó que Japón no iba a volver al militarismo, y que el objetivo de la ley fue establecer formalmente dos símbolos nacionales, lo que cada estado tiene derecho a hacer.

## Ramificaciones políticas
A los miembros del PDJ se les permitió por parte de los líderes del partido votar basados en su propia conciencia; el liderazgo del partido mismo estaba dividido. Hatoyama superó a su oposición y votó por la propuesta, junto con el Secretario General del PDJ y Tsutomu Hata. Kan votó contra la propuesta. Con excepción del PDJ, cada partido votó estrictamente a lo largo de las líneas del partido, y ninguno de ellos rompió la disciplina del partido. Irónicamente, Hatoyama quiso utilizar su voto por la propuesta como una llamada a sus compañeros miembros del PDJ para la unidad. La mitad del PDJ apoyó la propuesta, reduciendo los números que le habrían hecho oposición y haciendo más fácil la aprobación del proyecto de ley. La división del voto del PDJ mostró la falta de unidad de sus miembros.
Otro factor que jugó a favor de la aprobación de la ley fue la coalición del PLD, el Partido Liberal y el PGL. En la Dieta, la unión entre el PLD y el Partido Liberal les dio una mayoría en la cámara menor pero no en la Cámara de Concejales. El liderazgo del PLD consideró a Ozawa como un traidor,[cita requerida] pero lo necesitó a él y a su partido para formar una coalición para gobernar. Aunque el PGL tenía un número relativamente pequeño de escaños (52) en la cámara baja y no tenía nada en común con el PLD en términos de política, fue tentado por la idea de ser parte del gabinete reinante y apoyó al PLD para aprobar la ley. El Partido Socialdemócrata tuvo que abandonar plataformas claves para el partido, tales como su primera oposición a los símbolos, tratados de seguridad con los Estados Unidos y la existencia de las Fuerzas de Autodefensa de Japón, para unirse a la coalición. A pesar de las concesiones del PSDJ, el PLD no avanzó ninguna de las plataformas tradicionales defendidas por el PSDJ. Finalmente, aquellas políticas abogadas por el PSDJ fueron removidas del debate político nacional. El único partido que mantuvo su posición toda la duración del debate fue el Partido Comunista; el PGL,[cita requerida] el Partido Liberal y el PSDJ cambiaron de bando para apoyar la ley.
Tal cambio en la votación llevó a un escritor del The Japan Times a cuestionar la racionalidad de los políticos del país sobre la aprobación de la ley. El Acta es una de las leyes más controversiales aprobadas por la Dieta desde la Ley de 1992 Concerniente a la Cooperación para las Operaciones de Mantenimiento de la Paz y Otras Operaciones de las Naciones Unidas, también conocida como la "Ley de Cooperación para la Paz Internacional" que comprometió a Japón con las operaciones de mantenimiento de la paz de las Naciones Unidas, una desviación del Artículo 9 de la Constitución de Japón, que llama al país a renunciar al "uso de la fuerza como medio de solucionar disputas internacionales".

## Aplicación y litigios
Cuando la ley fue aprobada, el primer ministro Obuchi y otros oficiales dijeron que no había la intención de regular el uso de la bandera y el himno en la vida diaria. Sin embargo, la guía de plan de estudios de referencia de 1999 enviado por el ministro de Educación después de la aprobación de la Ley sobre la Bandera y el Himno Nacional decreta que "en la entrada y las ceremonias de graduación, las escuelas deben levantar la bandera de Japón e instruir a los estudiantes a cantar el Kimi ga yo (himno nacional), dada la importancia de la bandera y la canción".
Las escuelas en Kyūshū, la principal isla sureña de Japón, fueron las primeras en aplicar las regulaciones.[cita requerida] En Tokio, las regulaciones fueron puestas en marcha en 2003. Como parte de las regulaciones de la ciudad, a la junta de oficiales escolares se le requirió registrar los nombres de los profesores que no se pusieran de pie o cantaran, y la bandera es colocada mirando a los estudiantes durante las ceremonias. Las sanciones fueron desde reprimendas, cursos de re-educación, recortes salariales, pérdida de los derechos de terminación; y las sanciones fueron promovidas por Shintaro Ishihara, el gobernador de Tokio. En 2004, 243 profesores fueron disciplinados y 67 fueron advertidos ya sea por no seguir las políticas o por instruir a sus estudiantes para no honrar ambos símbolos.
Una ciudad en la Prefectura de Fukuoka midió y clasificó a cada escuela en qué tan fuertemente cantaban los estudiantes Kimi ga yo, pero Tokio fue la única junta escolar que emitió castigos a gran escala por no seguir las regulaciones. De acuerdo a la Junta Escolar de Tokio, más de 400 personas han sido castigadas desde 2004.
Varios litigios fueron archivados para desafiar las regulaciones de Tokio sobre la base de que la orden violaba el Artículo 19 de la Constitución Japonesa, que garantiza la "libertad de pensamiento y conciencia". La Corte del distrito de Tokio se alineó con los profesores, dictaminando que los profesores no pueden ser forzados a ponerse de pie o cantar. Sin embargo, sus decisiones están siendo ya sea apeladas o han sido ya revocadas por el Tribunal Superior de Tokio, el cual dictaminó que la orden no representa una violación de la Constitución. Más de una docena de litigios, que van desde la constitucionalidad de la orden de Tokio hasta la compensación de los profesores castigados, han sido archivados en las cortes japonesas. El último, presentado en 2011, fue rechazado por la Corte Suprema; la Corte estuvo de acuerdo con el Tribunal Superior de Tokio que el requerir a los profesores a ponerse de pie para Kimi ga yo no era una violación de la Constitución. Después de este fallo, la Asamblea de la Prefectura de Osaka aprobó un decreto el 3 de junio de 2011, ordenando a los profesores y otros empleados de escuelas de Osaka para ponerse de pie y cantar cuando Kimigayo sea tocada durante las ceremonias escolares.